# ヴェロニカ・カートライト
ヴェロニカ・A・カートライト（Veronica A. Cartwright、1949年4月20日 - ）は、イギリス生まれのアメリカの女優。ブリストル生まれ。
妹は同じく女優のアンジェラ・カートライト。リチャード・コンプトンは夫。

## 主な出演作

### 映画
- 噂の二人 The Children's Hour （1961年）
- 鳥 The Birds （1963年）
- スペンサーの山 Spencer's Mountain （1963年）
- SF/ボディ・スナッチャー Invasion of the Body Snatchers （1978年）
- ゴーイング・サウス Goin' South （1978年）
- エイリアン Alien （1979年）
- ライトスタッフ The Right Stuff （1983年）
- デビルゾーン Nightmares （1983年）
- ナビゲイター Flight of the Navigator （1986年）
- ウィズダム/夢のかけら Wisdom （1986年）
- イーストウィックの魔女たち The Witches of Eastwick （1987年）
- お気にめすまま Man Trouble （1992年）
- キャンディマン2 Candyman: Farewell to the Flesh （1995年）
- ランナウェイ Money Talks （1997年）
- イン・ザ・ベッドルーム In the Bedroom （2001年）
- 最'新'絶叫計画 Scary Movie 2 （2003年）
- ジャスト・マリッジ Just Married （2003年） - クレジットなし
- 愛についてのキンゼイ・レポート Kinsey （2004年）
- インベージョン The Invasion （2007年）

### TV
- トワイライト・ゾーン The Twilight Zone (1962)
- マイアミ・ヴァイス Miami Vice (1987)
- ER緊急救命室 ER (1997)
- X-ファイル The X Files (1998-99)
- シカゴホープ Chicago Hope (1999)
- ふたりは友達? ウィル&グレイス Will & Grace (1999)
- WITHOUT A TRACE/FBI 失踪者を追え! Without a Trace (2003,2005)
- シックス・フィート・アンダー Six Feet Under（200402005）
- クローザー The Closer (2005)
- NIP/TUCK マイアミ整形外科医 Nip/Tuck (2005)
- ボストン・リーガル Boston Legal (2006)
- コールドケース Cold Case (2006)
- CSI:6 科学捜査班 CSI: Crime Scene Investigation (2006)
- invasion -インベイジョン-

Invasion (2005-2006)
- BOSCH/ボッシュ (2015) レイナード・ウェイツ(シーズン1)のママ

### ゲーム
- エイリアン アイソレーション Alien: Isolation （2014年） - 声の出演